# Estarreja
Estarreja este un oraș în Districtul Aveiro, Portugalia.

## Populație
| Populație (1801 – 2011) | Populație (1801 – 2011) | Populație (1801 – 2011) | Populație (1801 – 2011) | Populație (1801 – 2011) | Populație (1801 – 2011) | Populație (1801 – 2011) | Populație (1801 – 2011) | Populație (1801 – 2011) | Populație (1801 – 2011) |       |
| ----------------------- | ----------------------- | ----------------------- | ----------------------- | ----------------------- | ----------------------- | ----------------------- | ----------------------- | ----------------------- | ----------------------- | ----- |
| 1801                    | 1849                    | 1900                    | 1930                    | 1960                    | 1981                    | 1991                    | 2001                    | 2004                    | 2006                    | 2011  |
| 17075                   | 26147                   | 34041                   | 23397                   | 25213                   | 26261                   | 26742                   | 28182                   | 28279                   | 28332                   | 26997 |